# 1753年婚姻法令
《1753年婚姻法令》（英語：Marriage Act 1753；喬治二世在位第26年第33章法令），詳題為《更有效地防止秘密婚姻的法令》（An Act for the Better Preventing of Clandestine Marriages），坊間通稱為「哈德威克勳爵婚姻法令」（Lord Hardwicke's Marriage Act），法令於1754年3月25日生效，是英格蘭及威爾斯地區首次有成文法明文規定婚姻關係必須透過正當儀式締結。
一如法令的詳題所指，法令制定的目的是要打擊盛行的秘密婚姻，這種風氣在當時造成了社會上出現男女未經家長同意私奔、甚至是重婚的問題。有見及此，法令除了規定婚姻必須在教堂內由聖公宗神職人員主持證婚外，又規定男女雙方婚前必先經由教會刊登結婚啟事，或先向教會申請結婚執照；每家教堂也要保管一份婚姻登記冊以記錄所有曾經舉行的婚姻。針對21歲以下的未成年男女，如果他們以申領結婚執照的形式結婚，必須徵得家長或監護人同意；他們即使透過刊登結婚啟事的形式結婚，也不可遭到父母的反對。違法主持證婚的人士，最高可被重罰流刑14年。
法令有效打擊長久以來在英格蘭和威爾斯地區的秘婚問題，但另方面卻催生不少男女選擇前往不受法令規管的蘇格蘭舉行婚禮，在格雷特納綠園等接壤英格蘭的蘇格蘭「邊區村莊」，往後很長的時間成為了男女私奔的結婚勝地。另外，由於法令沒有對羅馬天主教教徒實施豁免，結果當地的天主教徒被迫於聖公會的教堂接受聖公宗神職人員證婚。法令實施多年後，才於1823年被廢除，但一直要到1836年，國會才立法通過容許國民舉行非宗教儀式的民事婚姻，意味婚禮無須再被強制規定於教堂內舉行；同時，天主教徒也獲准在天主教教堂內舉行婚禮。而遲至1929年，國會才立法通過把男女最低合法適婚年齡劃一降至16歲。

## 立法背景
法令制定以前，英格蘭及威爾斯地區對於有效婚姻的法律要求，主要由聖公會的教會法規範。根據規定，男女雙方舉行婚禮前，應先經由教會刊登結婚啟事或先取得結婚執照，而婚禮也應於男女其中一方居住的教區舉行。不過，有關規定僅屬指導性質，並非強制執行，因此即使沒有刊登結婚啟事或取得結婚執照，甚至沒有在教堂舉行婚禮，都不代表婚姻無效；但唯一必須遵守的規定是，有關婚姻必須由一名聖公宗神職人員主持證婚，婚姻才告有效。後世有論說誤解男女雙方可以互相口頭承諾的簡單方式結為夫婦，但事實上，這是錯誤地把神學認為雙方同意即可締結婚姻的立場，與教會法庭的實際運作混為一談。正確的理解是，在1753年立法以前，有關的做法只能視為締結婚約，並不能視為正式的合法婚姻。
鑑於合法婚姻的唯一規定在於婚禮必須由一名聖公宗神職人員主持，結果助長了秘密婚姻的風氣，造成不少男女未經家長同意私奔，甚至出現重婚的問題。其中，在倫敦的弗利特監獄（Fleet Prison）和附近地方舉行的秘密婚禮在18世紀初更是聲名狼藉，社會上更以「弗利特婚姻」形容在該處締結的秘密婚姻。弗利特監獄本身是一所專門收押欠債人的錢債監獄，只要欠債人定時償還部份債務，便可在監獄內外自由活動。加上弗利特監獄用途特殊，不受教會法管轄，結果吸引不少在監獄服刑的神職人員和其他曾受處分的神職人員，走到監獄和附近的地方提供廉宜快捷的證婚服務。踏入1740年代，「弗利特婚姻」更是大行其道，每年倫敦接近一半的婚禮據說都是在當地舉行；而位於弗利特的「基思禮拜堂」（Keith's Chapel），更聲稱每年有多達6,000人結婚。

## 立法經過
為了遏止秘密婚姻的風氣，當時的輝格黨政府遂開始研究立法進一步規管婚姻，終於促成時任大法官哈德威克勳爵首先於1753年3月19日向上議院提交《秘密婚姻草案》。這份草案最先由巴斯勳爵（Lord Bath）草擬，並經由哈德威克勳爵作大幅修訂，草案於同年5月4日獲上議院三讀通過後，隨後轉交下議院於5月8日展開首讀，並由下議院的委員會對草案條文展開詳細審議。
然而，草案在當時引起很大的爭議，輝格黨其他派系以查理·汤森、亨利·福克斯（Henry Fox）和賀拉斯·沃波爾為首的一些國會議員，均批評草案剝奪國民享有自由婚姻的權利，而坊間原有的證婚方式也更為省時快捷，免除繁文縟節，並為一般大眾所能負擔。其中，由於福克斯本人是透過私奔的形式與列治文公爵的女兒卡羅琳·倫諾克斯女爵舉行秘密婚禮，而他的兄長伊爾切斯特及斯塔沃代爾勳爵（Lord Ilchester and Stavordale）也是同樣透過秘密婚禮娶妻，因此福克斯認為草案是其政敵哈德威克為了針對他而採取的一項行動。此外，上議院5月4日三讀表決草案當日，時任首相亨利·佩勒姆的兄長紐卡素公爵選擇在點票中不作表態，也反映出草案並不獲得廣泛支持。事後哈德威克曾向佩勒姆私下投訴，揚言「我一定要在草案上得到支持，否則我以後也不再跟你說話」。
經過多番爭論後，經修訂後的草案最終於6月4日獲英國下議院三讀通過，並在6月6日重新交由上議院辯論。鑑於草案經過大幅修訂，上院的貝德福德公爵一度提出就整個修訂草案重新展開詳細討論，但遭哈德威克以修訂可於三讀時逐項表決為理由拒絕。最終，經修訂後的草案獲得上議院三讀通過，旋於6月7日取得御准正式成為國會法令，是為《1753年婚姻法令》。由於法令的立法工作由哈德威克主導，因此法令被坊間稱為「哈德威克勳爵婚姻法令」。根據法令，法令隨後於1754年3月25日正式生效。

## 法令條文
《1753年婚姻法令》共有19條，每條條文的概要如下：
- 第1條
  - 所有結婚啟事必須經由教區教堂或公眾禮拜堂刊登，而該教區教堂或公眾禮拜堂必須位於男女雙方婚後選擇定居的地方。結婚啟事也要在婚禮舉行前三個星期日刊登。針對沒有教區的地方，結婚啟事也須交由最接近的教區教堂或禮拜堂刊登。[9]
- 第2條
  - 準備結婚的男女雙方，須於刊登結婚啟事前最少七天，向負責安排刊登結婚啟事的神職人員提交通知，詳列雙方的真實名稱、雙方或其中一方在該教區的住址、以及雙方或其中一方已在該教區居住的時間。[10]
- 第3條
  - 雙方或任何一方未滿21歲的未成年人士，如果在舉行婚禮前已依法刊登結婚啟事，而雙方或任何一方的家長或監護人沒有對啟事提出反對；那麼即使雙方或任何一方家長或監護人都沒有明確同意該結婚啟事，負責證婚和主禮的神職人員都不會受到教會譴責。不過，如果雙方或任何一方的家長或監護人透過提出反對通知來禁止刊登結婚啟事，那麼該結婚啟事和隨後舉行的婚禮便告無效。[11]
- 第4條
  - 教區教堂或公眾禮拜堂可以發給結婚執照，用以在該教堂或禮拜堂舉行婚禮，但舉行婚禮的男女其中一方必須在獲發執照前，在該教堂或禮拜堂的所在地定居最少滿四星期。針對沒有教區的地方，結婚執照也須交由最接近的教區教堂或禮拜堂發給。[12]
- 第5條
  - 針對本法令，沒有教區的地方是指那些沒有教區教堂的教區、以及那些沒有在每個星期日舉行主日禮拜的地方。[13]
- 第6條
  - 坎特伯雷大主教或其授權的教會高層人員獲保留發給特別結婚執照的權力。[14]
- 第7條
  - 獲教會法官授權發給結婚執照的人員，必須在有關教會法官面前作就職宣誓，以確保他根據法律和他所掌握的資訊來忠誠地執行職務。該等人員也須向有關主教轄區的主教繳交100英鎊押金，作為其盡忠職守的保證。[15]
- 第8條
  - 除非獲得坎特伯雷大主教發出特別結婚執照、或已從獲授權人士取得結婚執照，否則任何人士不可在知情的情況下，在教堂以外的地方為沒有刊登結婚啟事的男女證婚和主持婚禮。如有違反，可被視作干犯重罪，一經定罪可被判處流刑，在英國的美洲殖民地流放最長14年。至於那些沒有取得結婚執照或沒有刊登結婚啟事的婚姻，也一概被視為無效。[16]
- 第9條
  - 針對第8條的重罪，檢控行動必須於犯案後三年內展開。[17]
- 第10條
  - 針對透過刊登結婚啟事而舉行的婚禮，男女雙方在婚後無須透過證明他們在婚前已居於負責刊登結婚啟事的教區，來說明其婚姻的有效性。至於透過申領結婚執照而舉行的婚禮，男女雙方在婚後也無須透過證明他們已依據法令第4條在婚前四星期已居於負責舉行婚禮的教區，來說明其婚姻的有效性。對於這兩類情況而言，如有任何涉及該等婚姻有效性的法律訴訟，法庭都不會透過接納質疑上述情況的證據來懷疑該等婚姻的合法性。[18]
- 第11條
  - 如果透過申領結婚執照舉行婚禮的男女雙方或其中一方是未滿21歲的未成年人士，申領執照時必先取得家長或監護人的同意，否則婚姻便告無效。[19]
- 第12條
  - 未滿21歲的人士如因下述理由未能向監護人或母親取得同意依法舉行正當的婚禮，可向大法官、國璽大臣或上議院國璽專員提出請願：[20]
    - 監護人或母親屬於精神不健全人士；
    - 監護人或母親身處海外；或
    - 監護人或母親受不合理引導，出於不當的動機來違反受監護人或子女對其的信任。

  - 有關請願一旦被接納，法庭便可發出令狀，效力等同於請願者的監護人或母親同意婚事。
- 第13條
  - 任何僅僅只有口頭婚約或其他訂婚婚約的人士，不可為了迫使教會為其主持婚禮而向教會法庭提出訴訟。[21]
- 第14條
  - 每家教堂和禮拜堂都必須保管一份供公眾使用的婚姻登記冊，記錄所有在該教堂和禮拜堂舉行的婚禮。[22]
- 第15條
  - 除了主持證婚的神職人員，證婚期間必須有兩名證婚人在場。證婚儀式完成後，有關婚禮必須即時記錄於婚姻登記冊內，該項記錄須由主持證婚的神職人員和結婚的男女雙方簽署，並由兩名證婚人核實。[23]
- 第16條
  - 任何人士如果在婚姻登記冊加入虛假記錄、偽造虛假的結婚執照、把這些虛假文件當成是真確的版本出版或印製、或為了逃避婚事而蓄意破壞婚姻登記冊，一經定罪可被判處死刑，被定罪的神職人員會作同等處理，不會獲得豁免。[24]
- 第17條
  - 法令並不適用於皇室家庭成員。[25]
- 第18條
  - 法令並不適用於蘇格蘭和海外地方；清教徒和猶太人的婚禮也不受法令規管。[26]
- 第19條
  - 所有教區教堂和公眾禮拜堂必須於1753年9月、10月、11月和12月各選取一些星期日宣讀法令內容。由1754年1月1日開始，教堂和禮拜堂也須要在每年3月25日、6月24日、9月29日和12月25日前的星期日再行宣讀法令內容，為期兩年為止。[27]

## 法令影響
《1753年婚姻法令》使原有教會規條對婚姻的規管成為正式法律，當中包括明確規定婚禮必須在教堂舉行，並在婚禮舉行前先刊登結婚啟事或取得結婚執照，這樣婚姻才可被視為有效。針對21歲以下的男女，如果他們選擇申領結婚執照，有關婚姻更須先徵得家長同意；相反，如果他們選擇刊登結婚啟事，那麼只要他們的父母沒有禁止刊登啟事，婚禮便可依法舉行。

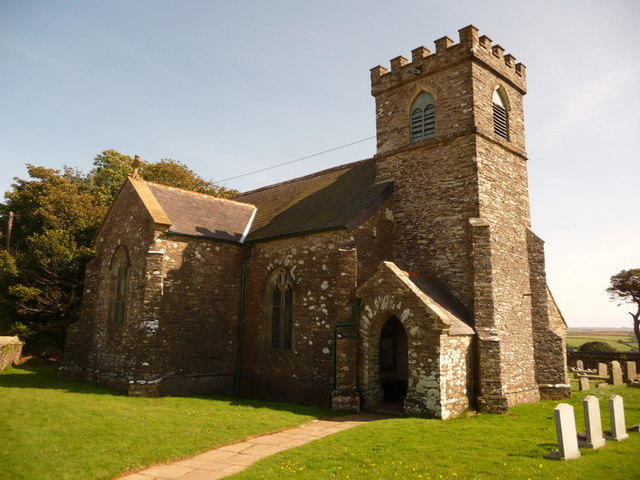
《1753年婚姻法令》明確規定婚禮必須在教堂（如圖示的一所教區教堂）內舉行，從而杜絕像「弗利特婚姻」那類過往在英格蘭及威爾斯地區盛行的秘密婚姻

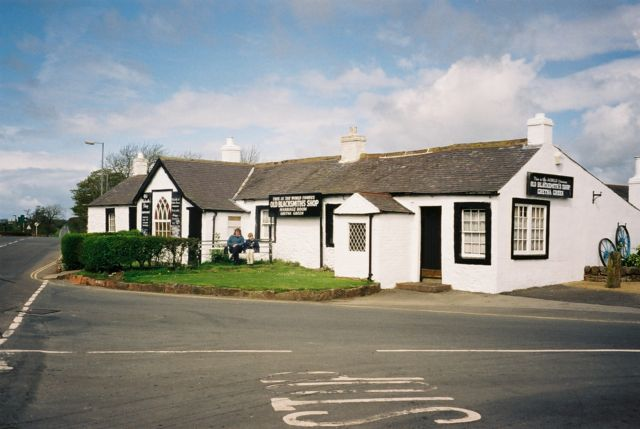
然而，由於《1753年婚姻法令》不適用於蘇格蘭，結果法令生效後催生不少男女前往當地私奔結婚的現象，格雷特納綠園等與英格蘭接壤的蘇格蘭「邊區村莊」逐漸成為新興的結婚勝地。圖中位於格雷特納綠園的鐵匠店更是當地有名的婚禮場所

此外，法令並不適用於猶太人和清教徒，不過法令也沒有清晰界定他們的婚姻是否有效，而有關婚姻的合法性要經過多年以後才得到法律確認。然而，對於羅馬天主教教徒和非聖公宗新教徒而言，由於他們未能獲得豁免，結果他們要被迫在聖公會的教堂由聖公宗神職人員主持婚禮。與日後多條涉及民事婚姻的法令一樣，這條法令也不適用於英國皇室成員，這也正是輿論在2005年質疑皇儲查理斯王子與卡米拉·帕克-鮑爾斯舉行民事婚姻之合法性的其中一個原因（而民事婚姻本身是按成文法的形式由《1836年婚姻法令》引入）。另一項重點是，法令並不適用於所有在海外或蘇格蘭締結的婚姻。
《1753年婚姻法令》有效達到當初的立法原意，即打擊當時盛行的秘密婚姻。不過，法令生效後，個別輿論一度建議豁免讓倫敦河岸街的薩伏伊禮拜堂和康沃爾的聖殿教區舉行秘密婚姻，但始終未有被當局接納。特別是當被指違反法令而遭判處流刑的薩伏伊禮拜堂牧師在乘船前往流放地途中死去後，儘管他的死因是痛風病而非服刑生活條件惡劣所致，但已經足以使有關建議沉寂下來。
另外，法令雖然一方面打擊英格蘭和威爾斯地區的秘密婚姻，但另方面卻催生不少男女選擇前往蘇格蘭結婚的現象。由於蘇格蘭准許年滿16歲的未成年男女在沒有家長同意的情況下結婚、婚訊無須事先公開、婚禮無須在教堂舉行、也無須由神職人員證婚，結果不少例如是高士廉橋（Coldstream Bridge）、林巴頓（Lamberton）、莫丁頓（Mordington）和帕克斯頓關（Paxton Toll）等與英格蘭接壤的蘇格蘭「邊區村莊」逐漸成為新興的結婚勝地。踏入1770年代，隨著通往邊區荒郊村落格雷特尼（Graitney）的收費道路修築竣事，位於當地的格雷特納綠園（Gretna Green）遂隨之成為從英格蘭西北部重鎮卡萊爾最先到達的邊區村莊，使得格雷特納綠園一時成為另一個新興的結婚勝地，該地地名甚至成為了浪漫私奔的代名詞。在格雷特納綠園，由於鐵匠是當地最受敬重的職業，所以婚禮一般由鐵匠證婚，證婚的過程通常都顯得頗為急促，以免男女雙方家長趕得上阻止婚事。
除了蘇格蘭，由於曼島也不受法令規管，所以前往當地結婚的人數也在法令生效後一度有上升的趨勢。有別於蘇格蘭，曼島的立法機關未幾便因應這種情況，於1757年參照《1753年婚姻法令》展開立法工作，制定《防止秘密婚姻法令》，以打擊當地的秘密婚姻。曼島通過的法令比起英格蘭的法令更為嚴苛，當中規定任何因觸犯《1753年婚姻法令》而被定罪的神職人員如果進入曼島範圍，將會被當局套上頸手枷，然後被砍掉雙耳，再被處以監禁、罰款和遞解離島的刑罰。曼島那條嚴苛的法令要到1849年才被廢除。
《1753年婚姻法令》實施多年後，才被《1823年婚姻法令》廢除，但一直要到《1836年婚姻法令》通過後，羅馬天主教教徒和非聖公宗新教徒才獲准在他們各自的教會舉行婚禮。1836年的法令同時規定，城鎮可設立婚姻註冊處，容許舉行非宗教儀式的民事婚姻，意味婚禮不再被強制規定於教堂或禮拜堂舉行。英國國會後於1856年再立法通過要求任何人士在蘇格蘭舉行婚禮前，須在當地定居最少三星期，從而使前往當地結婚的人數有所下降。《1929年結婚年齡法令》則進一步把男女雙方的最低合法適婚年齡劃一降至16歲。
《1753年婚姻法令》生效後，不少文學作品都有以秘密婚姻和前往蘇格蘭私奔為題材，當中的例子包括由老喬治·科爾曼（George Colman the Elder）和大衛·加里克（David Garrick）編寫的諧劇《秘密婚姻》，該劇在1766年公演。珍·奧斯汀在1813年發表的小說《傲慢與偏見》中，也有一段交代班奈特家最小的女兒麗迪亞與年輕軍人喬治·韋克翰私奔的情節，兩人在小說中還計劃到蘇格蘭的格雷特納綠園舉行婚禮。

## 後世誤解
後世一些看法受到歷史學者勞倫斯·史東（Lawrence Stone，1919年－1999年）和法律學者史蒂芬·帕克（Stephen Parker，1954年－）等人的著作影響，誤把《1753年婚姻法令》的條文與在法令制定前已存在的教會法法規混為一談。例如有廣泛的看法錯誤地認為，除非得到家長同意，否則法令視任何未滿21歲未成年人士的婚姻無效。但事實上，這種推論僅適用於那些透過取得結婚執照而結婚的未成年人士。
過往家長雖然可以透過採取行動禁止刊登結婚啟事來阻止未成年子女舉行婚禮，但如果刊登的結婚啟事未有遭到家長的主動反對，隨後舉行的婚姻仍可被視作有效。結果，有未成年男女為了避免家長反對婚事，會選擇前往非居住地的教區刊登結婚啟事，從而使父母無法得悉婚訊。《1753年婚姻法令》生效後，由於法令訂明婚禮依法舉行後，法庭不能調查已婚夫婦在結婚前的居所地址，因此這種規避式婚姻在新法令下仍被視作有效。對於反對婚事的家長，他們就只能夠透過質疑原先刊登的結婚啟事涉及欺詐行為，從而挑戰有關婚姻的合法性。
後世也有看法誤認為《1753年婚姻法令》取締了「普通法婚姻」和其他例如「綁手試婚」、「掃帚婚禮」和「拖把婚禮」等非正式的民間習俗。不過，鑑於法令生效時，英格蘭和威爾斯其實還未有「普通法婚姻」這個名稱和概念，所以法令取締「普通法婚姻」的說法並不確切。此外，也有個別學者認為，「綁手試婚」、「掃帚婚禮」和「拖把婚禮」等說法其實也是受到維多利亞時代的民間傳說、以及20世紀後期的新世代神話學所影響。

## 注腳
1. ↑  Constitutions and Canons Ecclesiastical (1604)
2. 1 2 3  Probert (2009), pp.32-33.
3. 1 2 3 4 5 6  "Relationships: The law of marriage" (Retrieved 2014-07-06)
4. 1 2 3 4 5  "Fleet Prison" (Retrieved 2014-07-06)
5. 1 2  Knight (1775), p.194.
6. 1 2 3 4 5 6  Jones (2005), Article 4, p.4.
7. 1 2  Knight (1775), p.193.
8. 1 2 3  Jones (2005), Article 4, p.5.
9. 1 2 3  Section 1, Marriage Act 1753 (1753)
10. ↑  Section 2, Marriage Act 1753 (1753)
11. 1 2 3  Section 3, Marriage Act 1753 (1753)
12. 1 2  Section 4, Marriage Act 1753 (1753)
13. ↑  Section 5, Marriage Act 1753 (1753)
14. ↑  Section 6, Marriage Act 1753 (1753)
15. ↑  Section 7, Marriage Act 1753 (1753)
16. ↑  Section 8, Marriage Act 1753 (1753)
17. ↑  Section 9, Marriage Act 1753 (1753)
18. 1 2  Section 10, Marriage Act 1753 (1753)
19. 1 2 3  Section 11, Marriage Act 1753 (1753)
20. ↑  Section 12, Marriage Act 1753 (1753)
21. ↑  Section 13, Marriage Act 1753 (1753)
22. ↑  Section 14, Marriage Act 1753 (1753)
23. ↑  Section 15, Marriage Act 1753 (1753)
24. ↑  Section 16, Marriage Act 1753 (1753)
25. ↑  Section 17, Marriage Act 1753 (1753)
26. 1 2 3  Section 18, Marriage Act 1753 (1753)
27. ↑  Section 19, Marriage Act 1753 (1753)
28. ↑  Probert (2005), pp.363-365.
29. ↑  Lee Brown (1981), pp.117-136.
30. ↑  Wilkinson (1790), p.74.
31. ↑  Wilkinson (1790), p.91.
32. 1 2 3 4 5  "Gretna & Gretna Green" (Retrieved 2014-07-06)
33. 1 2 3  "How to deal with come-overs" (Retrieved 2014-07-06)
34. ↑  Statutes of the Isle of Man, p.281.
35. ↑  The Statutes of the United Kingdom of Great Britain and Ireland (1824), p.400.
36. ↑  Thomson (2004)
37. ↑  Ray (2006)
38. ↑  Stone (1990), p.132.
39. ↑  Parker (1990), p.61.
40. ↑  Waller (2009), p.7 & p.146.
41. 1 2  Probert (2009), pp.286-288.
42. ↑  Probert (2009), p.72.
43. ↑  Probert (2008)
44. ↑  Probert (2009), pp.68-130.

## 外部連結
- Fleet Marriages（页面存档备份，存于）, The Ex-Classics Web Site
- Marriage Act 1753（页面存档备份，存于）, Marriage Records
- An ACT to prevent Clandestine Marriages (1757)（页面存档备份，存于）, Isle of Man.com
- Journal of the House of Lords volume 28 - 1753-1756（页面存档备份，存于）, British History Online